# XXX Universiade invernale
La XXX Universiade invernale si sarebbe dovuta svolgere dall'11 al 21 dicembre 2021 a Lucerna, in Svizzera. Originariamente era in programma dal 21 al 31 gennaio 2021, ma nell'agosto 2020 venne deciso lo slittamento, a causa della pandemia di COVID-19.
La manifestazione è stata ufficialmente cancellata una settimana prima dell'apertura a causa del progredire della variante Omicron del virus SARS-CoV-2.